# コーヒーパーティー運動
コーヒーパーティー運動（ コーヒーパーティーうんどう、英: Coffee Party movement ）とは、2009年からアメリカ合衆国で始まった草の根保守派の「ティーパーティー運動」に対抗するため、2010年に誕生した親オバマのリベラル派の人工芝運動である。
メリーランド州シルバースプリングに住むアナベル・パークという左翼活動家の女性が、世界最大のSNS（）であるFacebookを通じて「コーヒーパーティー・USA」という団体の結成を呼び掛けたのが初め。マスメディアが積極的に取り上げた為、数週間で賛同者は30万人を超え、全米に支部を拡大し、全国大会も開催した。その後１年程で運動は急激に廃れ、NPOとなった現在の団員の数は1000人程度。

## 設立の経緯
2010年1月26日、「コーヒーパーティー・USA」は、2006年上院議員選の民主党候補ジム・ウェッブと2008年大統領選の民主党候補バラク・オバマの選挙運動で共に働いたアナベル・パークとエリック・バイラーというの二人の左翼活動家を発起人に設立された。立ち上げるに当たって「コーヒーパーティー運動は対決一色のティーパーティー運動と違い、対話と協調、多様性を重視したものである」と宣伝した。
パークは、「多くのアメリカ人は同じことを考えています。ティーパーティー運動ではアメリカが直面している問題を解決するとは思えません。今すぐ私たちに必要なのは別のやり方です」と宣言して、次のように呼びかけた。「企業のためにではなく、私たちのような普通のアメリカ人のために働くアメリカ政府を望む人は誰でも入会を歓迎します」という。彼女は、デモクラシーとコーポラトクラシーの対立であるとし、「アメリカ人の多数派は私たちのような普通の人間です。ところがいつの間にか、連邦政府が私たちの争いや心配や不安の源、つまり私たちの敵であるかのように思い込まされているのです」と主張した。
コーヒーパーティーという名前に決まったのはパークの提案による。彼女が「コーヒーパーティーを発足しましょう。スムージーパーティーでも、レッドブルパーティーでも、ティー以外なら名前はなんでもいいわ。あらそうだ、カプチーノパーティーなんてどう？　それだとあいつら（草の根保守派のこと）はエリート主義っぽいって言ってキレるわよきっと。とにかくみんなで集まってカプチーノでも飲んで、思いやりと中身のある本当の政治対話をしましょう」と呼びかけたためとされる。

## 運動のその後

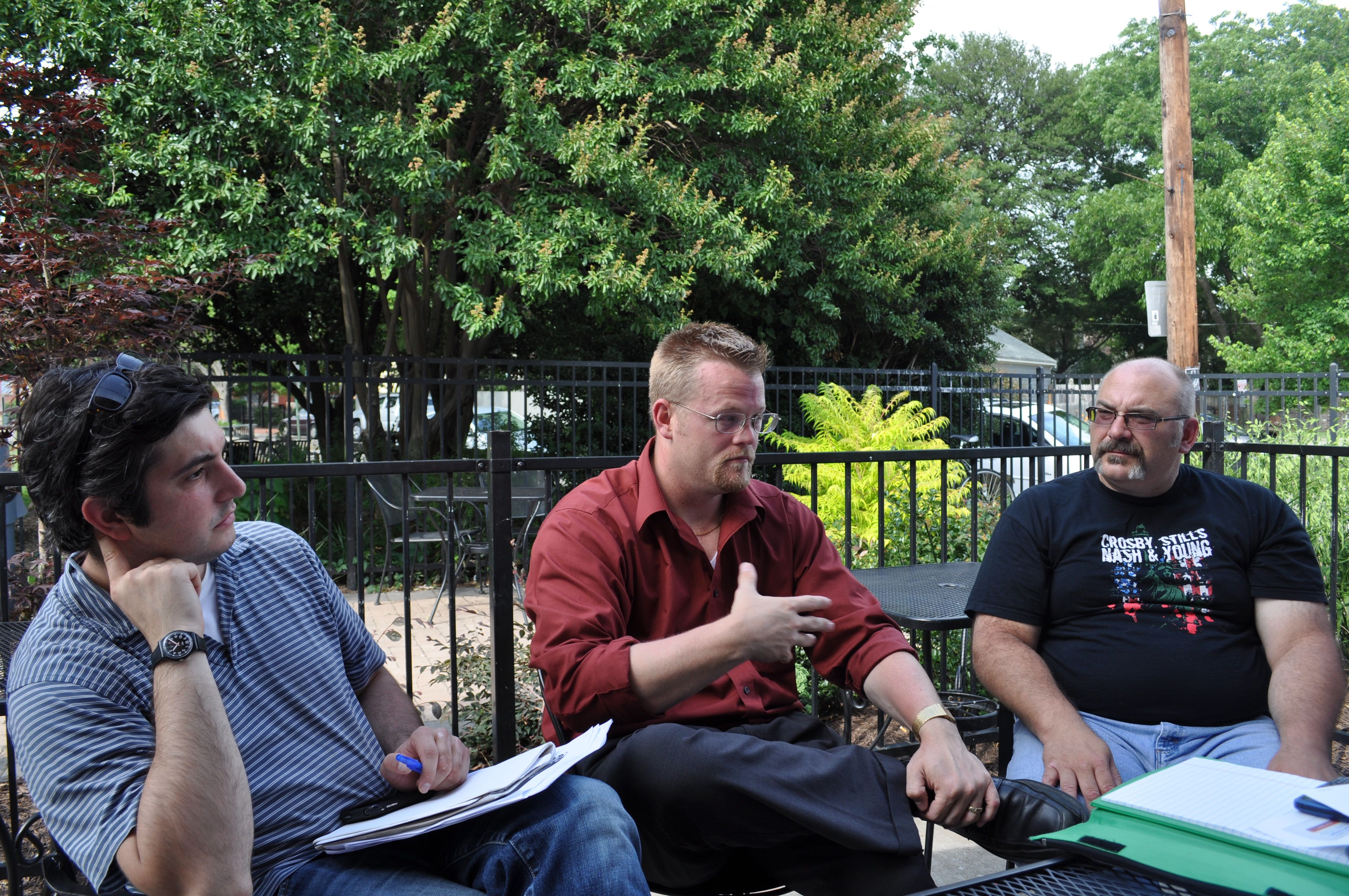
コーヒーパーティーのメンバーと語らう民主党の下院議員

「コーヒー・パーティー」は、名前も目標からも草の根運動である「ティー・パーティー」を意識して作られたことは言うまでもない。双方ともインターネットを駆使し急速に基盤を広げているところは共通していたが、自然発生的だった「ティー・パーティー」は以後も勢力を増したのに対し「コーヒー・パーティー」は急速に廃れた。2010年11月の中間選挙では、「ティー・パーティー」が支持をした候補が次々に勝利し旋風を起こしたが、「コーヒー・パーティー」は既に下火であり何の影響も示さかった。その後はさらにメンバーを減らし、現在でその影響は皆無とされる。
長らく半休止状態が続いた後、2013年に新しく役員に就いたキャメロン・クルーガーが資金集めにMLM（日本でいうマルチ商法）の手法を用いる事を提言し採用される。後にクルーガーはMLMであるViridian Energyの販売員である事が判明、ピラミッドの頂点が自身である事も隠していた。これに不満を示した共同設立者のパークは追放されバイラーは抗議の辞任をした。「コーヒー・パーティー」は乗っ取られた状態で、クルーガー等役員の追放を求めるサイトが立ち上げられ、訴訟問題にも発展している。